# Boiry-Saint-Martin
Boiry-Saint-Martin ist eine französische Gemeinde mit 258 Einwohnern (Stand 1. Januar 2022) im Département Pas-de-Calais in der Region Hauts-de-France. Sie gehört zum Arrondissement Arras, zum Kanton Avesnes-le-Comte und zum Kommunalverband Urbaine d’Arras.

## Lage
Die Gemeinde Boiry-Saint-Martin liegt elf Kilometer südlich von Arras. Im Nordwesten des Gemeindegebietes verläuft der Fluss Cojeul. Nachbargemeinden von Boiry-Saint-Martin sind Boisleux-au-Mont im Nordosten, Moyenneville im Südosten, Ayette im Südwesten sowie Boiry-Sainte-Rictrude im Nordwesten.

## Bevölkerungsentwicklung
| Jahr                       | 1962 | 1968 | 1975 | 1982 | 1990 | 1999 | 2011 | 2022 |
| -------------------------- | ---- | ---- | ---- | ---- | ---- | ---- | ---- | ---- |
| Einwohner                  | 284  | 289  | 289  | 276  | 275  | 281  | 285  | 258  |
| Quellen: Cassini und INSEE |      |      |      |      |      |      |      |      |

## Sehenswürdigkeiten

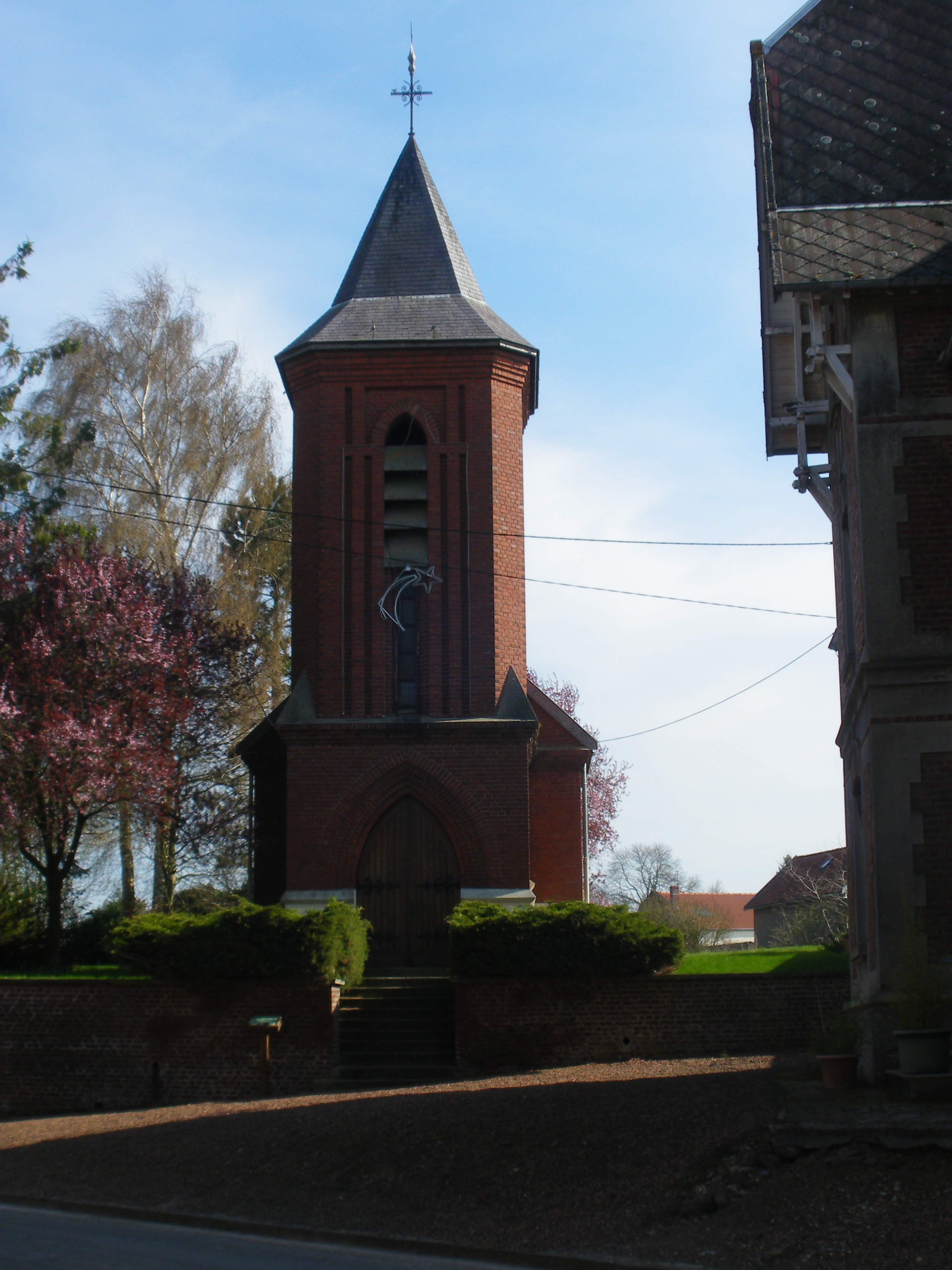
Kirche Saint-Martin
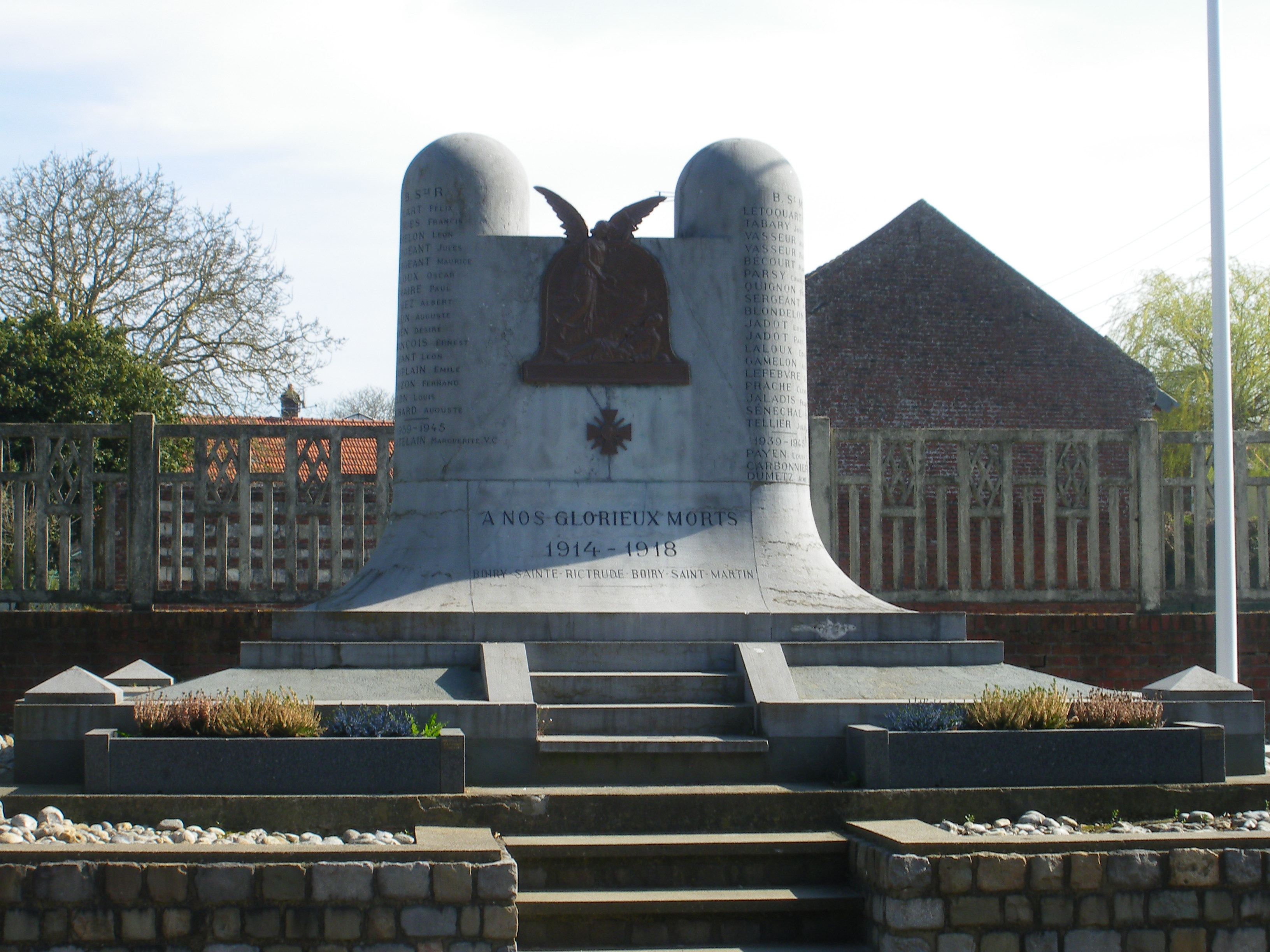
Kriegerdenkmal

- Kirche Saint-Martin
- Kriegerdenkmal